# Paul M. Barrett
Paul M. Barrett (* 1971) ist ein britischer Wirbeltier-Paläontologe, der sich mit Dinosauriern und fossilen Reptilien befasst.

## Leben und Werk
Barrett studierte ab 1990 am Trinity College der University of Cambridge, an der er 1993 seinen Bachelor-Abschluss in Zoologie erhielt und 1998 in Paläontologie promoviert wurde (Herbivory in non-avian Dinosaurs). Ab 1999 bis 2003 war er Lecturer über Animal Diversity in Oxford. Ab 2003 forschte er am Natural History Museum London, wo er Abteilungsleiter und Merit Researcher ist.
Er befasst sich mit der Systematik, funktionaler Morphologie, Paläoökologie und Paläobiologie (zum Beispiel Nahrungsaufnahme) von Dinosauriern, aber auch mit Mustern in der Evolution von Dinosauriern, bedingt zum Beispiel durch mangelnde Fossilüberlieferung, Einfluss des Kohlendioxidgehalts der Atmosphäre und Koevolution der Pflanzen. Neben Dinosauriern befasst er sich auch mit Ichthyosauriern, Schildkröten und anderen Reptilien. Er betrieb Feldforschung neben Großbritannien (unter anderem Skye) unter anderem in China, Südafrika, Venezuela und Australien. Er befasste sich besonders mit der Systematik von Stegosauriern und Sauropoden.
Mit Sterling Nesbitt, Sarah Werning, Christian Sidor und Alan Charig beschrieb er 2013 Nyasasaurus aus der Trias von Tansania als einen der ältesten Dinosaurier oder engen Verwandten der Dinosaurier-Vorfahren. Er war auch an der Erstbeschreibung und Benennung von Shanxia beteiligt, an Massospondylus kaalae, Albalophosaurus, Hexinlusaurus und weiteren Dinosauriern.
2009 beschrieb er mit Jeremy Anquetin und anderen eine der ältesten bekannten Schildkröten, die schwimmfähige Sumpfschildkröte Eileanchelys aus dem mittleren Jura von Skye. Eine noch ältere Meeresschildkröte aus der Trias wurde 2008 in China gefunden (Odontochelys).

## Ehrungen
2006 erhielt er den Hodson Award der Palaeontological Association und 2011 die Bicentennial Medal der Linnean Society of London.
2023 wurde der neu entdeckte Dinosaurier Vectipelta barretti nach Paul Barrett benannt.

## Schriften
- mit Alistair J. McGowan, Claire S. C. Slater (Hrsg.): Palaeogeography and palaeobiogeography : biodiversity in space and time, Boca Raton: CRC Press 2011.
- mit D. J.  Batten (Hrsg.): Evolution and palaeobiology of early sauropodomorph dinosaurs. Special Papers in Palaeontology, 77, 2007.
  - darin mit Paul Upchurch The evolution of herbivory in sauropodomorph dinosaurs, S. 91–112
  - mit Upchurch, Peter Galton: A phylogenetic analysis of basal sauropodomorph relationships: implications for the origin of sauropod dinosaurs, S. 57–90.
- The evolutionary history of sauropod dinosaurs, Philosophical Transactions of the Royal Society B: Biological Sciences, 349, 1995, S. 365–390.
- Sauropodomorpha, Prosauropoda in Philip J. Currie, Kevin Padian Encyclopedia of Dinosaurs, Academic Press 1997.
- Prosauropoda (mit Peter Galton), Sauropoda (mit Paul Upchurch, Peter Dodson), Stegosauria (mit Peter Galton), Dinosauria Distribution (mit anderen) in Weishampel, Osmolska, Dodson The Dinosauria, University of California Press, 2. Auflage 2004.
- mit M. Wilkinson, P. M. Barrett, D. Gower, M. J. Benton: Robust dinosaur phylogeny ?, Nature, 396, 1998, S. 423–424.
- The phylogenetic relationships of sauropod dinosaurs, Zoological Journal of the Linnean Society, 124, 1998, S. 43–103.
- mit Upchurch: Sauropod diversity through time: possible macroevolutionary and palaeoecological implications, in K. A. Curry-Rogers, J. A. Wilson (Hrsg.) The Sauropods: evolution and paleobiology. University of California Press, Berkeley, 2995, S. 125–156.
- Palaeoenvironmental controls on the distribution of Cretaceous herbivorous dinosaurs, Naturwissenschaften 95, 2008, S. 1027–1032.
- mit A. B. Smith: Modelling the past: new generation approaches to understanding biological patterns in the fossil record: Introduction, Biology Letters 8, 2012, S. 112–114 (als Herausgeber des Heftes)
- mit E. J. Rayfield: Dinosaur feeding: recent advances and evolutionary implications, Trends in Ecology and Evolution, 21, 2006, S. 217–224.
- mit Susan E. Evans (Hrsg.): Ninth International Symposium on Mesozoic Terrestrial Ecosystems and Biotas, Natural History Museum, London, 2006 (darin von Evans, Barrett u. a. The Middle Jurassic vertebrate assemblage of Skye, Scotland)
- mit Susannah C. R. Maidment, David B. Norman, Paul Upchurch: Systematics and phylogeny of Stegosauria (Dinosauria: Ornithischia). Journal of Systematic Palaeontology 6, 2008, S. 367–407.